# Râul Crăciuneasa
Râul Crăciuneasa este un curs de apă, afluent al Râului Mare. 